# Cayo Norman
El Cayo Norman o Cayo de Norman (en inglés: Norman's Cay) es una pequeña isla de las Bahamas (de unos cuantos cientos de acres) en las Exumas, una cadena de islas al sur y al este de Nassau, que sirvió como sede de las actividades de Carlos Lehder con el contrabando de drogas desde 1978 hasta alrededor de 1982. El nombre de Norman proviene de un desconocido pirata quien presuntamente había llegado por primera vez la isla en el siglo XVIII.
Cuando Lehder llegó a Cayo Norman, en 1978, comenzó la compra de espacios de gran tamaño en la isla, incluyendo una casa para sí mismo, un hotel y una pista de aterrizaje.
Como parte del Cartel de Medellín, Lehder utilizó la isla como base de transbordo para el contrabando de cocaína hacia los Estados Unidos.